# Кунева
Кунева — река в России, протекает по Рязанской и Тамбовской областям. Правый приток реки Серп (Вобши).

## География
Река Кунева берёт начало у села Апушка Шацкого района Рязанской области. Течёт на восток по открытой местности. Устье реки находится на территории Моршанского района Тамбовской области в 45 км от устья реки Серп. Длина реки составляет 12 км.

## Данные водного реестра
По данным государственного водного реестра России относится к Окскому бассейновому округу, водохозяйственный участок реки — Цна от города Тамбов и до устья, речной подбассейн реки — Мокша. Речной бассейн реки — Ока.
Код объекта в государственном водном реестре — 09010200312110000029423.